# The Eyes
The Eyes è un gruppo musicale beat inglese attivo tra il 1964 e la prima metà del 1966.

## Storia del gruppo
Sul finire del 1964 giungono a Londra, provenienti da Ealing quattro ragazzi di un gruppo chiamato The Renegades: sono i chitarristi Chris Lovegrove e Phil Heatley, il bassista Barry Allchin e il batterista Kenny Girwan. Poco tempo dopo si aggiunge alla formazione un eccellente compositore, cantante e chitarrista di nome Terry Nolder che ha le idee molto chiare su cosa fare per il gruppo. Quando agli inizi del 1965 Girwan abbandona la band, viene sostituito dal nuovo batterista Bryan Corcoran e i ragazzi cambiano nome in The Eyes, sull'onda della nuova moda tra i gruppi inglesi del momento. La principale fonte di ispirazione per quanto riguarda suono e immagine infatti sono gli Who la band che recentemente ha iniziato a definire il proprio sound come "Pop Art". gli Eyes si fanno subito notare ai più importanti raduni mod della capitale, grazie anche al tocco eccentrico di indossare dei Parka di colore rosa.
Dopo aver spuntato un contratto con l'etichetta Mercury, Nolder scrive un pezzo cupo e misterioso, che lascia già intravedere le prime avvisaglie di una primitiva psichedelia.
Il brano intitolato "When The Night Falls", viene accoppiato al retro "I'm Rowed Out", ed il singolo, prodotto dal giovane Jimmy Page, che ha pure collaborato suonando la chitarra esce su singolo nell'ottobre del 1965 e risulta uno dei pezzi più gettonati del momento.
Nel gennaio dell'anno successivo, dopo un tour con i Move i Kinks e gli Action, i ragazzi fanno uscire un secondo 45 giri che ribadiscono l'appartenenza del gruppo alla filosofia "mod", sin dai titoli: "The Immediate Pleasure", che provoca un certo imbarazzo alla BBC per il testo ambiguo ed allusivo; e "My Degeneration", canzone che paga un doveroso tributo agli Who.
In Aprile esce il terzo disco "Man With Money/You're Too Much", che conferma col retro la preferenza degli Eyes verso certe atmosfere tese e oscure. In agosto poi viene offerto al gruppo di incidere "Good Day Sunshine", dei Beatles, e questo prima ancora che la canzone venga pubblicata sul loro nuovo disco Revolver; il pezzo porta sulla facciata B un'altra composizione di Nolder intitolata "Please Don't Cry", dall'andamento più rilassato e sognante: Il disco vende abbastanza bene ma il gruppo è impreparato al successo ed in breve va allo sbando; per obblighi contrattuali però devono prima registrare un album e in mancanza di materiale originale i ragazzi incidono una dozzina di cover dei Rolling Stones con lo pseudonimo di The Pupils. Verso la fine dell'estate Phil Heatley se ne va, sostituito brevemente da Steven Valentine alla chitarra, ma dopo sole tre settimane Gli Eyes si sciolgono, facendo perdere le loro tracce. Solo Nolder nel 1967 si unirà al gruppo degli Andromeda, pur senza incidere nulla e nel 1969 fonderà gli Entire Sioux Nation col chitarrista Larry Wallis, futuro membro dei Motörhead, e proseguirà poi la carriera come session man nei primi dischi di David Bowie.

## Componenti del gruppo
- Terry Nolder - voce (1964-1966)
- Chris Lovegrove - chitarra solista (1964-1966)
- Phil Heatley - chitarra ritmica (1964-1966)
- Steven Valentine - chitarra ritmica (agosto 1966)
- Barry Allchin - basso
- Kenny Girwan - batteria (1964-1965)
- Bryan Corcoran - batteria (1965-1966)

## Discografia

### 45 giri
- When The Night Falls/I'm Rowed Out (Mercury MF 881) 1965
- The Immediate Pleasure/My Degeneration (Mercury MF 897) 1966
- Man With Money/You're Too Much (Mercury MF 910) 1966
- Good Day Sunshine/Please Don't Cry (Mercury MF 934) 1966

### EP
- The Arrival Of The Eyes: When The Night Falls/I'm Rowed Out/The Immediate Pleasure/My   Degeneration (Mercury 10035 MCE) 1966

### LP
- A Tribute to the Rolling Stones - registrato col nome The Pupils (Wing) 1967